# Edward Ochab

Edward Ochab

Edward Mieczysław Ochab (* 16. August 1906 in Krakau, damals Österreich-Ungarn; † 1. Mai 1989 in Warschau) war ein polnischer Politiker und General.

## Leben
Ochab war der Sohn eines Polizeibeamten. Bereits im Alter von 12 Jahren arbeitete er neben der Schule in einer Druckerei. Später studierte er als Werkstudent Wirtschaftswissenschaften, schloss das Studium 1927 an der Jagiellonen-Universität in Krakau ab. 1928 wurde Ochab zum Militärdienst eingezogen und sollte Offizier werden. Aufgrund „umstürzlerischer, prokommunistischer Umtriebe“ wurde er der Militärschule verwiesen.
1929 trat Ochab in die zu der Zeit illegale Kommunistische Partei Polens ein, wurde in der Folgezeit mehrfach verhaftet. Wohl weil er auch 1938 in Haft saß, überlebte er die Säuberung und Auflösung der Partei durch Stalin. Zwischen 1939 und 1944 hielt er sich in der Sowjetunion auf und trat 1941 als Freiwilliger in die Rote Armee ein. Er gehörte zu den Mitorganisatoren des Związek Patriotów Polskich (ZPP; „Bund Polnischer Patrioten“) und der Berling-Armee.
Von 1945 bis 1946 gehörte Ochab dem Zentralkomitee der PPR an, von 1950 bis 1956 und von 1959 bis 1964 dem der PVAP. Zunächst als Minister für öffentliche Verwaltung tätig, schickte man ihn zwischen 1946 und 1948 als Ersten Parteisekretär nach Katowice, wo er u. a. das Genossenschaftswesen aufbaute. Zwischenzeitlich zum General ernannt, war er von 1949 bis 1950 Stellvertretender Verteidigungsminister und Chef der Politischen Hauptabteilung der polnischen Volksarmee.
Nach dem plötzlichen Tod Bolesław Bieruts in Moskau wählte ihn das Politbüro im März 1956 als Kompromisskandidaten zum neuen Parteichef. In dieser Funktion verhinderte er den Einmarsch der Roten Armee ins Land nach ungarischem Vorbild (→ Ungarischer Volksaufstand). Aufgrund seiner Funktion gehörte Ochab zu den Parteisekretären im Ostblock, die eine Fotokopie der geheimen Rede erhielten, die Nikita Chruschtschow am 24. Februar 1956 vor dem 20. Parteitag der KPdSU hielt und in der er Stalins Verbrechen anprangerte. Der Journalist Wiktor Grajewski, der für die polnische Presseagentur arbeitete und 1957 nach Israel auswanderte, entdeckte Chruschtschows Rede im Büro von Ochabs Sekretärin. Er leitete das Schriftstück an die israelische Botschaft in Warschau weiter, wo es fotokopiert wurde, an den israelischen Geheimdienst gelangte und in der westlichen Welt bekannt wurde.
Nach dem Posener Aufstand übergab Ochab im Oktober 1956 den Parteivorsitz an Władysław Gomułka, für dessen Rehabilitierung er sich zuvor starkgemacht hatte. In der Folgezeit wurde Ochab Landwirtschaftsminister (1957–1959), Stellvertretender Staatsratsvorsitzender (1961–1964) und Staatsratsvorsitzender (1964–1968). Infolge der antisemitischen Politik des Jahres 1968 nach den Studentenunruhen im März des Jahres zog sich Ochab aus der Führung zurück, weil er diese Politik nicht mit dem kommunistischen Internationalismus vereinbaren konnte.
Ochab starb am 1. Mai 1989 im Alter von 82 Jahren in Warschau. Den beginnenden politischen Umbruch Polens hatte er gerade noch miterlebt.